# Риттнер, Барбара
Барбара Риттнер (нем. Barbara Rittner; 25 апреля 1973, Крефельд, ФРГ) — немецкая теннисистка и тренер. Обладательница Кубка Федерации (1992) в составе национальной сборной Германии; победительница пяти турниров WTA (два — в одиночном разряде); победительница одного юниорского турнира Большого шлема в одиночном разряде (Уимблдон-1991); победительница одного юниорского турнира Большого шлема в парном разряде (Australian Open-1991); полуфиналистка одного юниорского турнира Большого шлема в одиночном разряде (Australian Open-1991); полуфиналистка одного юниорского турнира Большого шлема в парном разряде (Roland Garros-1991).

## Биография
Барбара Риттнер родилась 25 апреля 1973 года в Крефельде в семье Карла и Мехтильд Риттнеров.
В начале 2000 года Барбара Риттнер вышла замуж за своего тренера по физподготовке — Михаэля Диля.

### Спортивная карьера
Личные турниры
На рубеже 1980-х и 1990-х годов Барбара Риттнер провела несколько удачных лет в юниорском теннисе: многократно доходя до решающих стадий турниров Большого шлема она смогла завоевать два титула, выиграв одиночный приз на Уимблдоне в 1991 году, а чуть раньше — на Australian Open того же года, вместе со словачкой Кариной Габшудовой, завоевала парный титул.
Параллельно выступлениям в соревнованиях среди старших юниоров, Риттнер постепенно стала принимать участие в соревнованиях профессионального тура. К августу 1989 года немка наиграла минимальное число соревнований, чтобы получить первый взрослый рейтинг. В октябре ей дали принять участие в квалификации домашнего турнира в Фильдерштадте, а через месяц — на турнире в Марокко — Риттнер выиграла свой первый профессиональный титул. В первой половине 1990 года Риттнер стабильно провела серию турниров ITF и к апрельскому турниру в Гамбурге вошла в число двухсот сильнейших одиночных теннисисток мира. Через несколько недель немка впервые приняла участие в квалификации турнира Большого шлема — во Франции — и дошла до финала отбора. До конца года немка закрепилась в Top200.
В следующем году она дебютировала в основной сетке турнира Большого шлема — в Австралии, выиграв первый же матч. В последующие несколько недель Риттнер удачно провела два турнира в Новой Зеландии, после чего вошла и закрепилась в Top100. Осенью произошёл ещё один резкий подъём в рейтинге — Риттнер дошла до третьего круга на US Open, играла в финале соревнования в Санкт-Петербурге, а также достигла четвертьфинальной стадии турниров в Лейпциге и Пуэрто-Рико. Эта серия позволила ей к концу года войти в Top50 одиночной классификации. В 1992 году ей удалось ещё улучшить позиции — немка регулярно выходила в поздние стадии соревнований WTA, вошла в число тридцати сильнейших теннисисток мира и одержала свою первую победу на турнирах ассоциации, выиграв соревнование в Скенектади.
Параллельно вышли на хороший уровень и парные результаты. В 1992 году были удачно проведены несколько турниров с болгаркой Катериной Малеевой. Девушки добыли несколько финалов и выиграли турнир в Эссене.
В следующие несколько лет результаты стабилизировались на уровне игрока середины первой сотни. Барбара Риттнер регулярно обыгрывала игроков из второй и третьей десятки рейтинга, но выступала недостаточно стабильно, чтобы добиться чего-то большего. Постепенно результаты стали снижаться, и к концу 1997 года она была вынуждена включать в свой календарь и соревнования ITF, ей всё чаще приходилось играть отборочные турниры на соревнованиях WTA. В мае 1998 года она даже на несколько недель покидала Top100, но быстро возвращалась обратно, удачно отыграв европейскую грунтовую серию.
В парном разряде в 1993—1999 годах Риттнер продолжала стабильные выступления. Добыто несколько финалов турниров WTA. Удачно складывалось сотрудничество с Флоренсией Лабат, Доминик ван Рост и Кветой Грдличковой.
Постепенно немку стали всё чаще беспокоить проблемы со здоровьем, из-за которых приходилось на продолжительный срок отказываться от игр. Следствием трёхмесячного пропуска соревнований стал очередной вылет из первой сотни рейтинга в 2000 году. На US Open того года она впервые за долгое время вынуждена была играть отборочные соревнования на турнире Большого шлема.
Все спады Барбара Риттнер довольно быстро преодолевала и до поры уверенно возвращалась на свои позиции в рейтинге после всех проблем. В 2001 году очередной пик формы удачно пришёлся на турнир в Антверпене — Риттнер прервала свою более чем девятилетнюю серию без титулов и выиграла местное соревнование.
В середине 2002 года достигло пика сотрудничество с Грдличковой. Немка дошла до финалов пяти турниров ассоциации, выиграла два титула и поднялась на 23-ю строчку парного рейтинга.
В 2003 году результаты вновь стали падать. Несколько попыток прервать неудачную серию не привели к улучшению и к концу 2004 года Барбара Риттнер постепенно завершила одиночную карьеру. Парная карьера продолжалась ненамного дольше.
Игры за сборную
В 1992 году Барбара Риттнер представляла Германию в одиночном турнире барселонской Олимпиады. Риттнер прошла два круга, уступив в 1/8 финала Аранче Санчес-Викарио.
В 1991—1995, 1997, 2000—2004 годах немка призывалась в национальную сборную в Кубке Федерации. За это время было сыграно 40 матчей в рамках 29 встреч.
В 1992 году Риттнер играла за чемпионскую команду, выиграв по ходу турнира один матч. В начале 2000-х годов, в связи с небольшим кризисом в национальном теннисе, Барбара Риттнер, зачастую была главной опорой команды: в 2002 году она принесла Германии все три победных очка в матче со сборной России, переиграв и Анастасию Мыскину и Елену Дементьеву, а через два года повторила этот результат в матче со сборной Украины.
Тренерская карьера
Завершив игровую карьеру, Риттнер стала тренером, перейдя на работу в национальную теннисную федерацию. Параллельно она была назначена на должность капитана команды в Кубке Федерации.

## Рейтинг на конец года
| Год  | Одиночный рейтинг | Парный рейтинг |
| 2004 | 233               | 195            |
| 2003 | 118               | 69             |
| 2002 | 66                | 62             |
| 2001 | 68                | 24             |
| 2000 | 101               | 134            |
| 1999 | 59                | 49             |
| 1998 | 66                | 100            |
| 1997 | 71                | 72             |
| 1996 | 47                | 72             |
| 1995 | 52                | 212            |
| 1994 | 40                | 154            |
| 1993 | 34                | 55             |
| 1992 | 29                | 42             |
| 1991 | 43                | 179            |
| 1990 | 110               | 246            |
| 1989 | 349               | 422            |

## Выступления на турнирах

### Финалы турнировWTAв одиночном разряде (5)

#### Победы (2)
| Легенда:                    |
| --------------------------- |
| Турниры Большого Шлема (0)  |
| Олимпиада (0)               |
| Итоговый чемпионат года (0) |
| 1-я категория (0)           |
| 2-я категория (0+2)         |
| 3-я категория (0)           |
| 4-я категория (0+1)         |
| 5-я категория (0)           |

| Титулы по покрытиям | Титулы по месту проведения матчей турнира |
| ------------------- | ----------------------------------------- |
| Хард (0+1)          | Зал (0+1)                                 |
| Грунт (0+1)         | Зал (0+1)                                 |
| Трава (0)           | Открытый воздух (0+2)                     |
| Ковёр (0+1)         | Открытый воздух (0+2)                     |

| №  | Дата            | Турнир             | Покрытие | Соперница в финале | Счёт       |
| 1. | 24 августа 1992 | Скенектади, США    | Хард     | Бренда Шульц       | 7-6(3) 6-3 |
| 2. | 14 мая 2001     | Антверпен, Бельгия | Грунт    | Клара Коукалова    | 6-3 6-2    |

#### Поражения (3)
| №  | Дата             | Турнир                | Покрытие | Соперница в финале | Счёт           |
| 1. | 29 сентября 1991 | Санкт-Петербург, СССР | Ковёр(i) | Лариса Савченко    | 6-3 3-6 4-6    |
| 2. | 26 июля 1993     | Сан-Марино            | Грунт    | Марция Гросси      | 6-3 5-7 1-6    |
| 3. | 20 февраля 1995  | Линц, Австрия         | Ковёр(i) | Яна Новотна        | 7-6(6) 3-6 4-6 |

### Финалы турнировITFв одиночном разряде (4)

#### Победы (2)
| Легенда:         |
| ---------------- |
| 100.000 USD (0)  |
| 75.000 USD (0)   |
| 50.000 USD (0)   |
| 25.000 USD (0)   |
| 10.000 USD (2+1) |

| Титулы по покрытиям | Титулы по месту проведения матчей турнира |
| ------------------- | ----------------------------------------- |
| Хард (0)            | Зал (1)                                   |
| Грунт (1+1)         | Зал (1)                                   |
| Трава (0)           | Открытый воздух (1+1)                     |
| Ковёр (1)           | Открытый воздух (1+1)                     |

| №  | Дата           | Турнир              | Покрытие | Соперница в финале | Счёт        |
| 1. | 6 ноября 1989  | Фес, Марокко        | Грунт    | Юдит Варринга      | 6-7 6-3 9-7 |
| 2. | 5 февраля 1990 | Ставангер, Норвегия | Ковёр(i) | Эми Йонссон        | 3-6 7-6 6-4 |

#### Поражения (2)
| №  | Дата            | Турнир           | Покрытие | Соперница в финале | Счёт            |
| 1. | 12 февраля 1990 | Хёрсхольм, Дания | Ковёр(i) | Петра Голубова     | 4-6 2-6         |
| 2. | 30 июня 2000    | Льеж, Бельгия    | Грунт    | Жюстин Энен        | 0-6 1-3 — отказ |

### Финалы турнировWTAв парном разряде (13)

#### Победы (3)
| №  | Дата            | Турнир             | Покрытие | Партнёрша         | Соперницы в финале               | Счёт        |
| 1. | 3 февраля 1992  | Эссен, Германия    | Ковёр(i) | Катерина Малеева  | Сабина Аппельманс Клаудиа Порвик | 7-5 6-3     |
| 2. | 9 апреля 2001   | Оэйраш, Португалия | Грунт    | Квета Грдличкова  | Тина Крижан Катарина Среботник   | 3-6 7-5 6-1 |
| 3. | 18 февраля 2002 | Дубай, ОАЭ         | Хард     | Мария Венто-Кабчи | Сандрин Тестю Роберта Винчи      | 6-3 6-2     |

#### Поражения (10)
| №   | Дата             | Турнир             | Покрытие | Партнёрша         | Соперницы в финале               | Счёт        |
| 1.  | 4 мая 1992       | Рим, Италия        | Грунт    | Катерина Малеева  | Моника Селеш Хелена Сукова       | 1-6 2-6     |
| 2.  | 26 июля 1993     | Сан-Марино         | Грунт    | Флоренсия Лабат   | Сандра Чеккини Патрисия Тарабини | 3-6 2-6     |
| 3.  | 23 августа 1993  | Скенектади, США    | Хард     | Флоренсия Лабат   | Рэйчел Маккуиллан Клаудиа Порвик | 6-4 4-6 2-6 |
| 4.  | 15 июля 1996     | Палермо, Италия    | Грунт    | Флоренсия Лабат   | Жанетта Гусарова Барбара Шетт    | 1-6 2-6     |
| 5.  | 21 октября 1996  | Люксембург         | Ковёр(i) | Доминик ван Рост  | Кристи Богерт Натали Тозья       | 6-2 4-6 2-6 |
| 6.  | 6 января 1997    | Хобарт, Австралия  | Хард     | Доминик ван Рост  | Наоко Кидзимута Нана Мияги       | 3-6 1-6     |
| 7.  | 30 апреля 2001   | Гамбург, Германия  | Грунт    | Квета Грдличкова  | Кара Блэк Елена Лиховцева        | 2-6 6-4 2-6 |
| 8.  | 24 сентября 2001 | Лейпциг, Германия  | Ковёр(i) | Квета Грдличкова  | Елена Лиховцева Натали Тозья     | 4-6 2-6     |
| 9.  | 8 апреля 2002    | Оэйраш, Португалия | Грунт    | Мария Венто-Кабчи | Елена Бовина Жофия Губачи        | 3-6 1-6     |
| 10. | 21 октября 2002  | Люксембург (2)     | Хард(i)  | Квета Грдличкова  | Ким Клейстерс Жанетта Гусарова   | 6-4 3-6 5-7 |

### Финалы турнировITFв парном разряде (3)

#### Победы (1)
| №  | Дата          | Турнир       | Покрытие | Партнёрша        | Соперницы в финале        | Счёт        |
| 1. | 9 апреля 1990 | Бари, Италия | Грунт    | Агнесе Блумберга | Яюк Басуки Сюзанна Вибово | 6-4 4-6 6-2 |

#### Поражения (2)
| №  | Дата           | Турнир              | Покрытие | Партнёрша    | Соперницы в финале             | Счёт    |
| 1. | 6 ноября 1989  | Фес, Марокко        | Грунт    | Петра Кемпер | Луция Коринкова Флора Перфетти | 1-6 2-6 |
| 2. | 5 февраля 1990 | Ставангер, Норвегия | Ковёр(i) | Хайке Томс   | Елена Брюховец Нина Эриксон    | 2-6 2-6 |

### Финалы командных турниров (1)

#### Победы (1)
| №  | Год  | Турнир          | Команда                             | Соперник в финале            | Счёт |
| 1. | 1992 | Кубок Федерации | Германия А.Хубер, Ш.Граф, Б.Риттнер | Испания К.Мартинес, А.Санчес | 2-1  |

## История выступлений на турнирах
| Турнир                 | 1990  | 1991  | 1992  | 1993          | 1994          | 1995          | 1996  | 1997          | 1998          | 1999          | 2000  | 2001          | 2002          | 2003          | 2004  | Итог   | В/П за карьеру |
| ---------------------- | ----- | ----- | ----- | ------------- | ------------- | ------------- | ----- | ------------- | ------------- | ------------- | ----- | ------------- | ------------- | ------------- | ----- | ------ | -------------- |
| Турниры Большого Шлема |       |       |       |               |               |               |       |               |               |               |       |               |               |               |       |        |                |
| Australian Open        | -     | 2Р    | 2Р    | 3Р            | 3Р            | 1Р            | 2Р    | 1Р            | 2Р            | -             | 1Р    | 4Р            | 3Р            | 1Р            | -     | 0 / 12 | 13-12          |
| Roland Garros          | К     | 1Р    | 2Р    | 3Р            | 3Р            | 1Р            | 4Р    | 1Р            | 3Р            | 2Р            | 2Р    | 2Р            | 2Р            | 1Р            | 2Р    | 0 / 15 | 20-15          |
| Уимблдон               | К     | 1Р    | 3Р    | 2Р            | 3Р            | -             | 1Р    | 2Р            | 2Р            | 2Р            | 1Р    | 2Р            | 2Р            | 1Р            | К     | 0 / 14 | 12-14          |
| US Open                | -     | 3Р    | 1Р    | 3Р            | 3Р            | 1Р            | 3Р    | 1Р            | 1Р            | 1Р            | К     | 2Р            | 1Р            | 1Р            | К     | 0 / 14 | 11-14          |
| Итог                   | 0 / 2 | 0 / 4 | 0 / 4 | 0 / 4         | 0 / 4         | 0 / 3         | 0 / 4 | 0 / 4         | 0 / 4         | 0 / 3         | 0 / 4 | 0 / 4         | 0 / 4         | 0 / 4         | 0 / 3 | 0 / 55 |                |
| В/П в сезоне           | 2-2   | 3-4   | 4-4   | 7-4           | 8-4           | 0-3           | 6-4   | 1-4           | 4-4           | 2-3           | 2-4   | 6-4           | 4-4           | 0-4           | 7-3   |        | 56-55          |
| Олимпийские игры       |       |       |       |               |               |               |       |               |               |               |       |               |               |               |       |        |                |
| Летняя олимпиада       | НП    | НП    | 3Р    | Не проводился | Не проводился | Не проводился | -     | Не проводился | Не проводился | Не проводился | -     | Не проводился | Не проводился | Не проводился | -     | 0 / 1  | 2-1            |

К — проигрыш в квалификационном турнире.